# 南方作戰

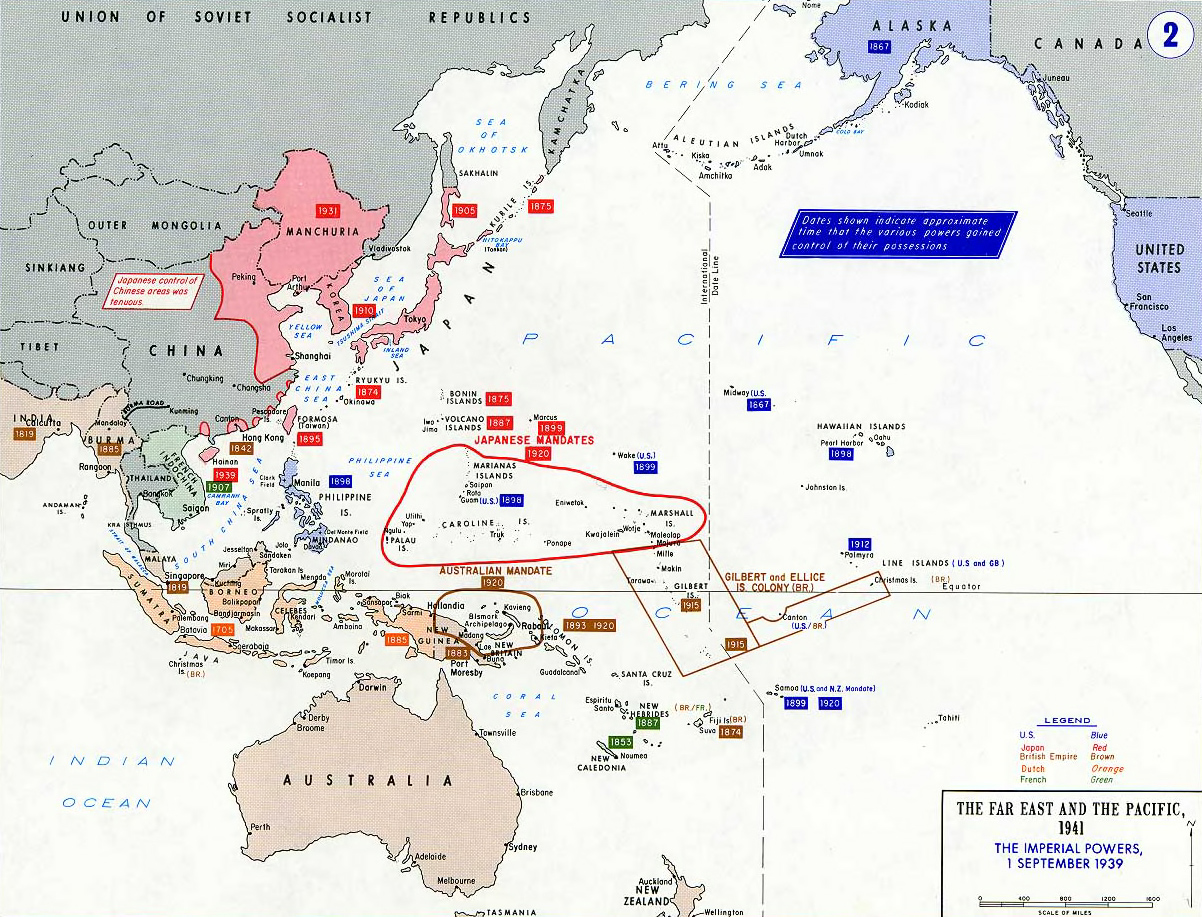
太平洋戰爭爆發前各國的勢力圖

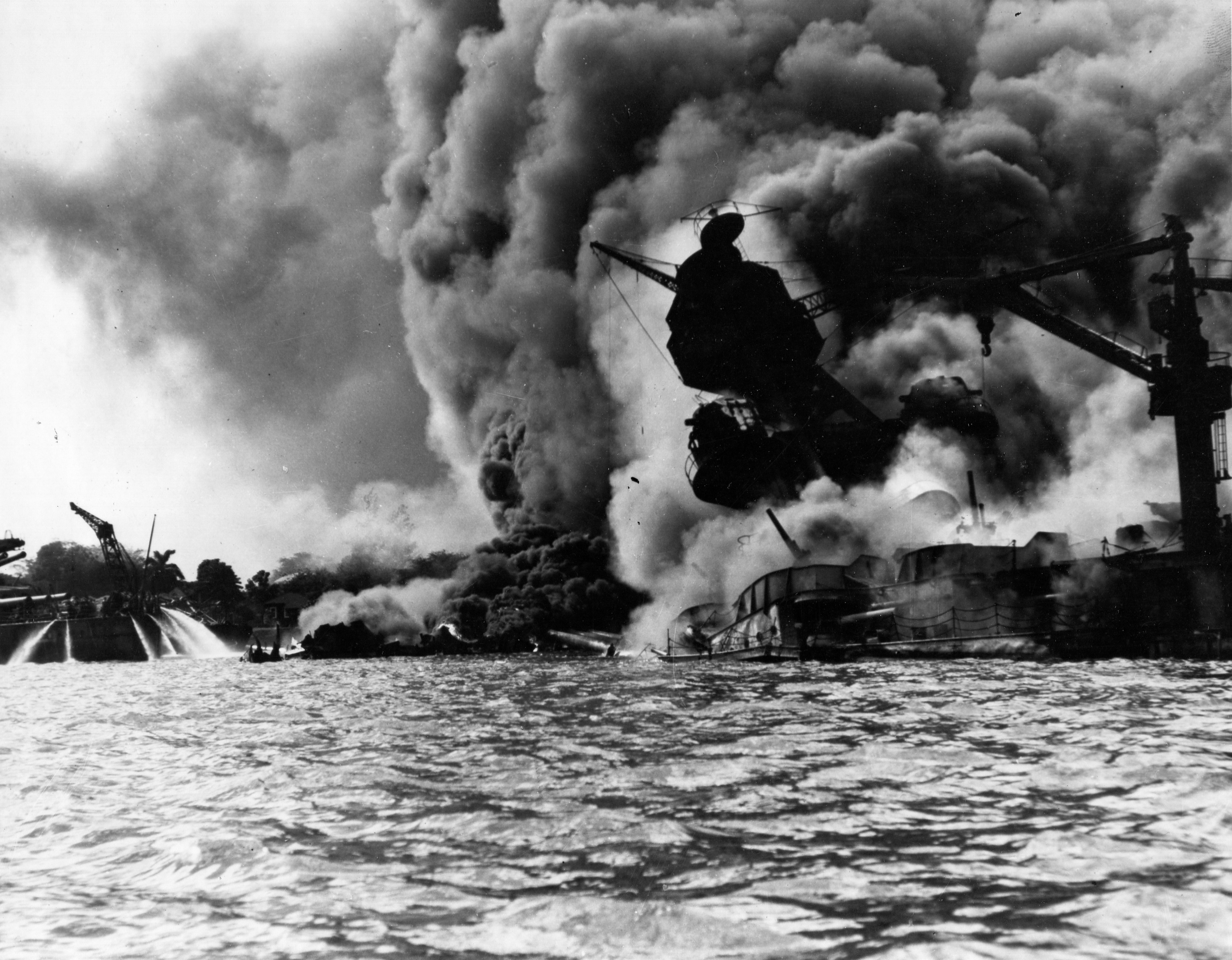
在珍珠港遭日軍空襲擊沉的亞利桑那號戰艦

南方作戰（日语：南方作戦）是第二次世界大戰太平洋戰爭初期，大日本帝國進攻東南亞各地的作戰行動。1941年12月7日珍珠港事件後，從進攻英屬馬來亞半島到1942年5月攻陷緬甸為止。南方作戰除了巴丹半島上美軍的抵抗較預期長外，日軍完整達成了作戰目標。

## 背景
1941年9月3日、大日本帝國與美英兩國關係交惡，終放棄德国請求的北進蘇聯，大本營於政府審議連絡會議的帝國國策遂行要領：「若到十月上旬我國仍無法在外交上取得合理的結果，將會對英美荷開戰」。
10月16日，近衛文麿內閣總理辭職後，由東條英機繼任，於11月1日重新審議大本營政府連絡會議、並在11月5日的御前會議中確定。之後大日本帝國陸海軍決定在12月8日對英美荷等國開戰，並積極準備相關事宜。
11月6日，公佈南方作戰各軍指揮官，南方軍總司令為寺内壽一大將、第14軍司令為本間雅晴中將、第15軍司令為飯田祥二郎中將、第16軍司令為今村均中將、第25軍司令為山下奉文中將。同日大本營對南方軍、第14軍、第15軍、第16軍、第25軍、南海支隊發佈作戰序列、對各軍及支那派遣軍下達南方作戰作戰準備命令。

## 作戰計畫
因為南方作戰涉及同時向英美兩國開戰，而且需要以最短時間攻佔整個東南亞，為使各項作戰能互相配合，日本陸軍與海軍需要協作制定作戰方案，並達成「南方作戰陸海軍中央協定」，日軍將這次攻略戰稱為「あ号作戦」，海軍又將這次作戰的相關行動稱為「第一段作戰」。
南方作戰依地區被細分為下列作戰代號：
- B作戰 — 攻取英屬婆罗洲
- C作戰 — 攻取香港
- E作戰 — 攻取馬來半島
- G作戰 — 攻取關島
- H作戰 — 攻取荷屬東印度
- M作戰 — 攻取菲律賓
- R作戰 — 攻取俾斯麦群岛
- Z作戰 — 突襲夏威夷珍珠港，這項作戰由海軍主導執行。

南方作戰的主要目標是奪取荷屬東印度群島的石油資源，並從馬來半島獲取穩定的橡膠供應，為達成此目的，日本必須先攻佔英屬馬來亞及美國主導的菲律賓自由邦，作為繼續南進的立足點，再迅速攻下荷屬東印度群島，並且排除英美的軍事勢力，日軍將在馬來半島、巽他群島及菲律賓群島構建成主要防衛線，以確保從東南亞奪得的資源可以安全輸送到日本本州。
根據作戰計劃，海軍派遣由海軍第1航空艦隊為主力的航母機動部隊將會在11月尾出發，以偏北的航線航行到太平洋中部，對美國海軍進駐在歐胡島珍珠港的太平洋艦隊發動奇襲，籍此消滅美國海軍在太平洋的主力，使日軍可在開戰初期奪得西太平洋地區的制海權。當日本海軍空襲夏威夷珍珠港的同時，陸軍將在海軍支援下進攻英屬馬來亞與菲律賓，並攻打英屬香港，接著是英屬婆罗洲，繼而進攻荷屬東印度群島，包括苏拉威西岛、蘇門答臘，並以佔領爪哇岛為這次作戰的目標。此外，為徹底清除英、美、荷蘭及澳洲的勢力，並奪取中太平洋的主導權，須要佔領關島、俾斯麥群島、摩鹿加群岛和帝汶島。日軍在開戰初期也於泰國內進駐大批軍力，可視乎作戰進展擴大攻勢入侵英屬緬甸。
日本將開戰日期預設在12月8日，但登陸馬來半島的行動，可能會受到當日氣象條件的影響而需要調整。大本營預計從作戰開始到攻下爪哇島約要120天。陸軍抽調了11個師團共36萬人的兵力進行南方作戰，海軍投放了大部分可動用的兵力及艦艇執行南方作戰與突襲珍珠港。

## 兵力分佈

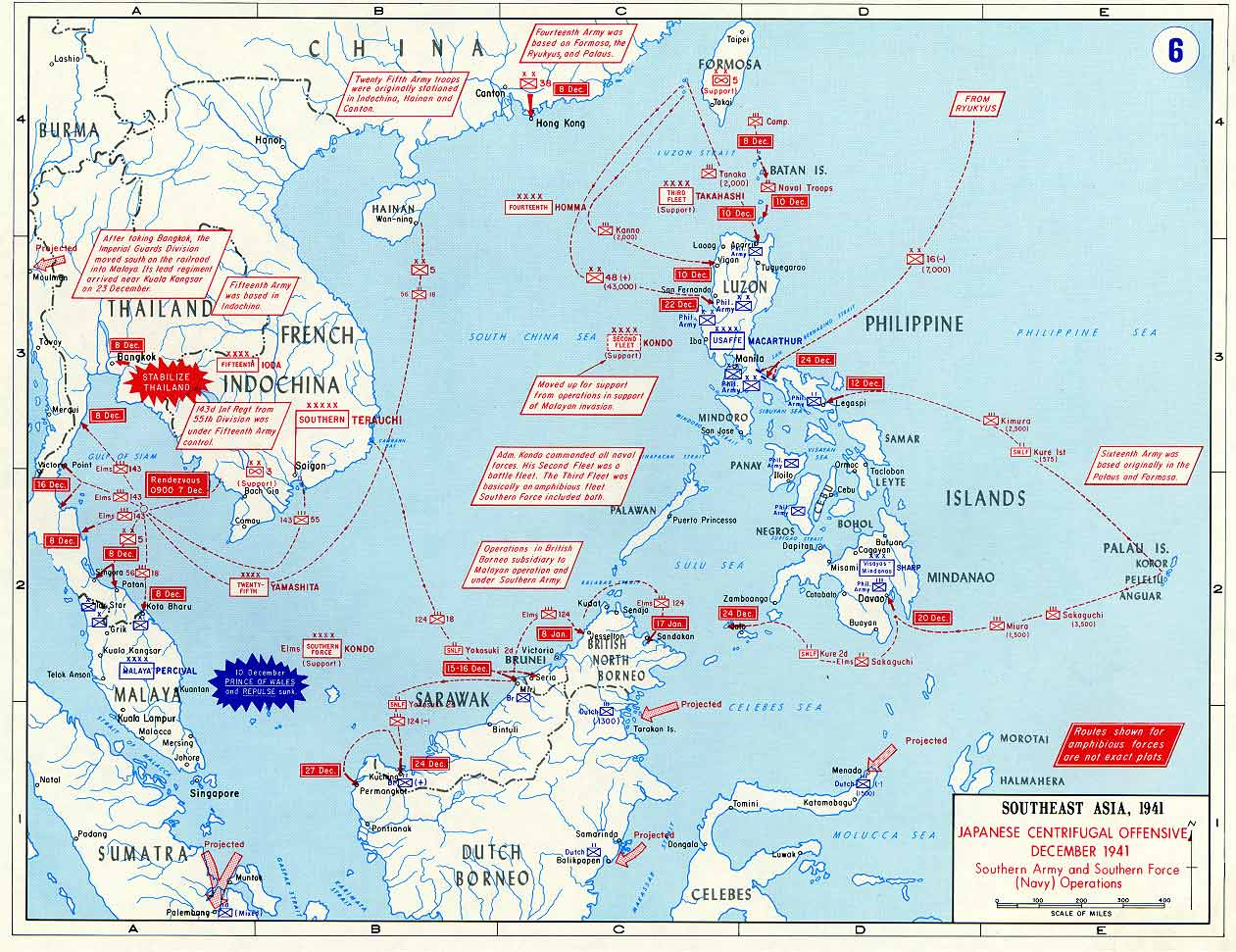
1941年12月日軍對東南亞戰區的作戰

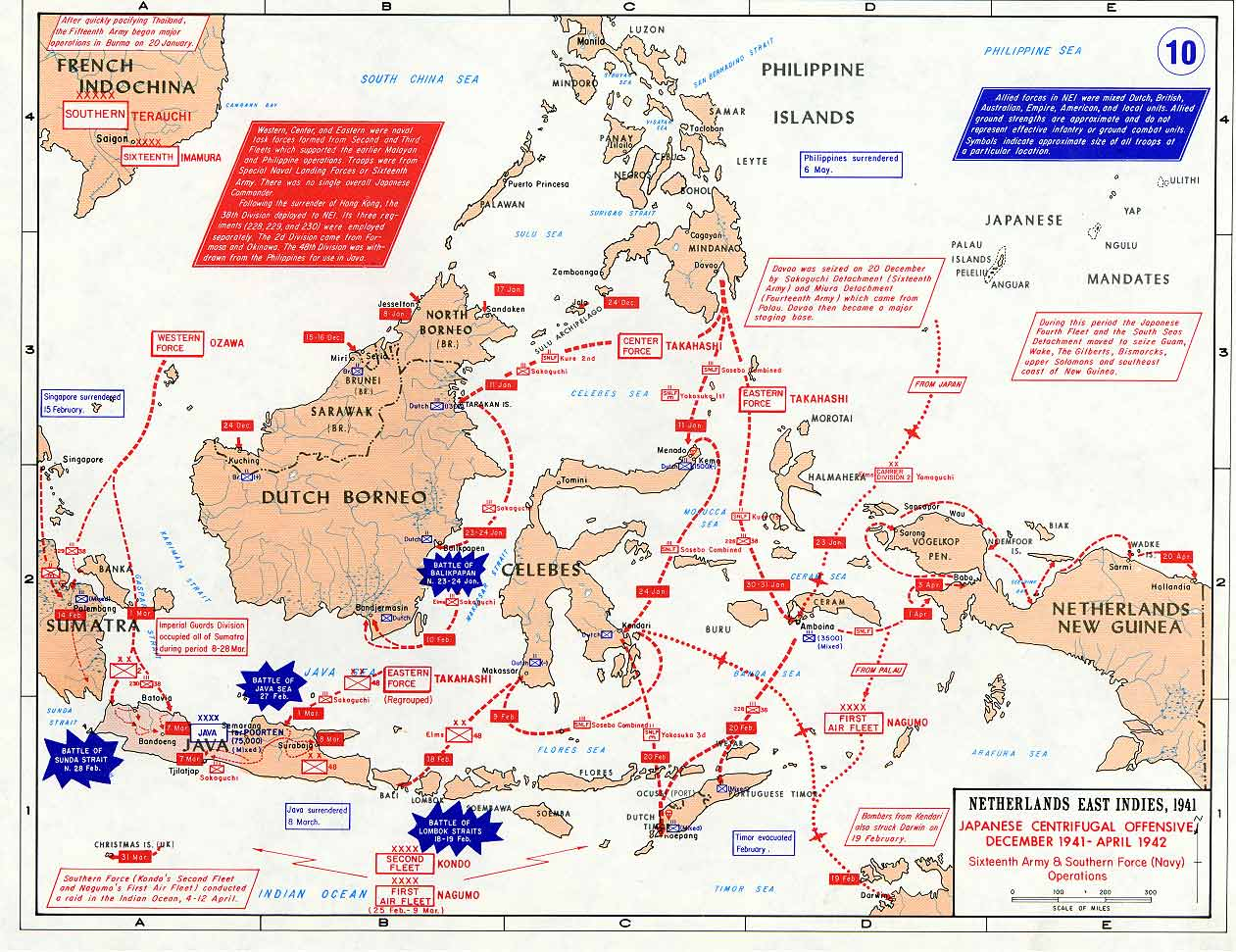
日軍對荷屬東印度的進攻作戰

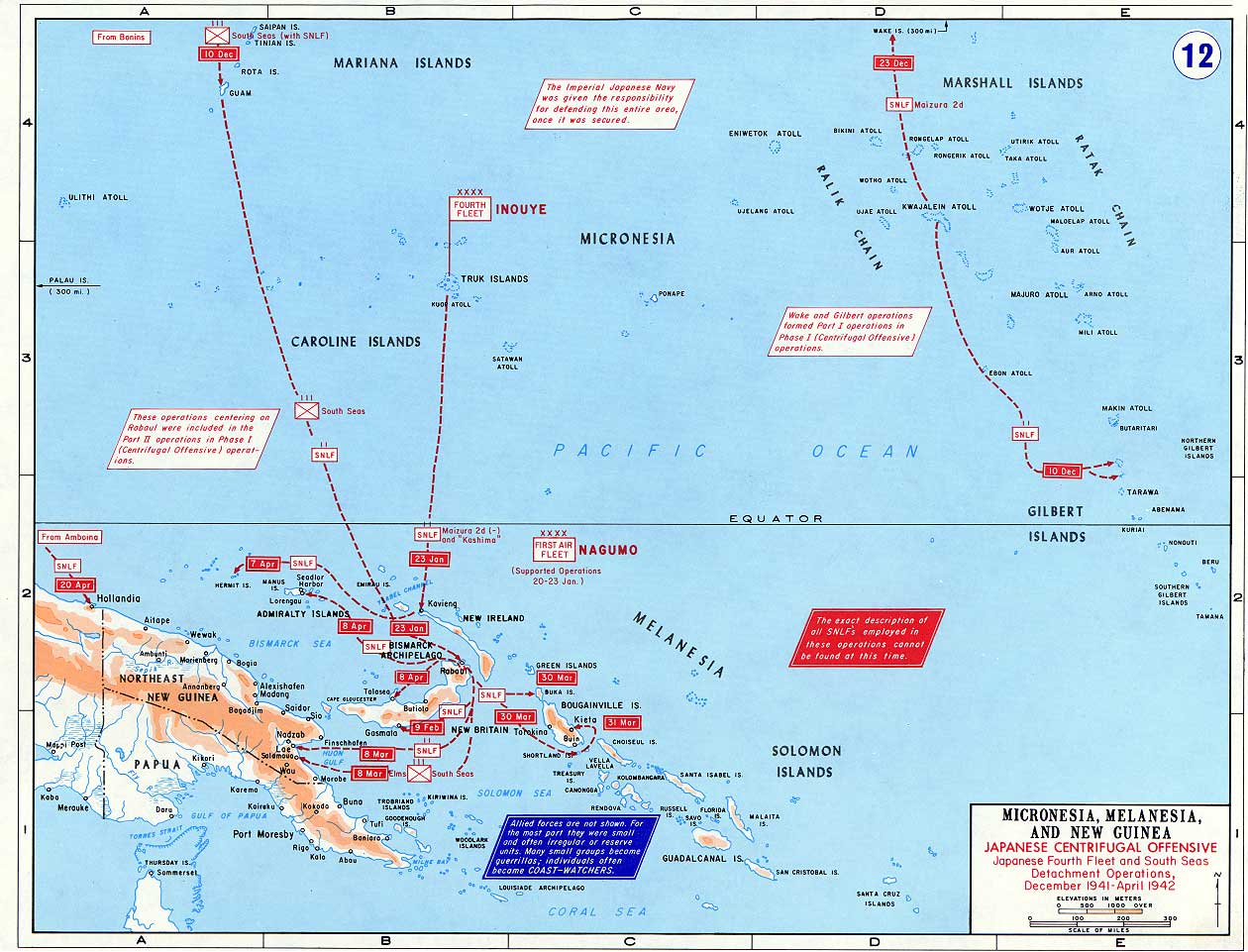
日軍中部太平洋的進攻作戰

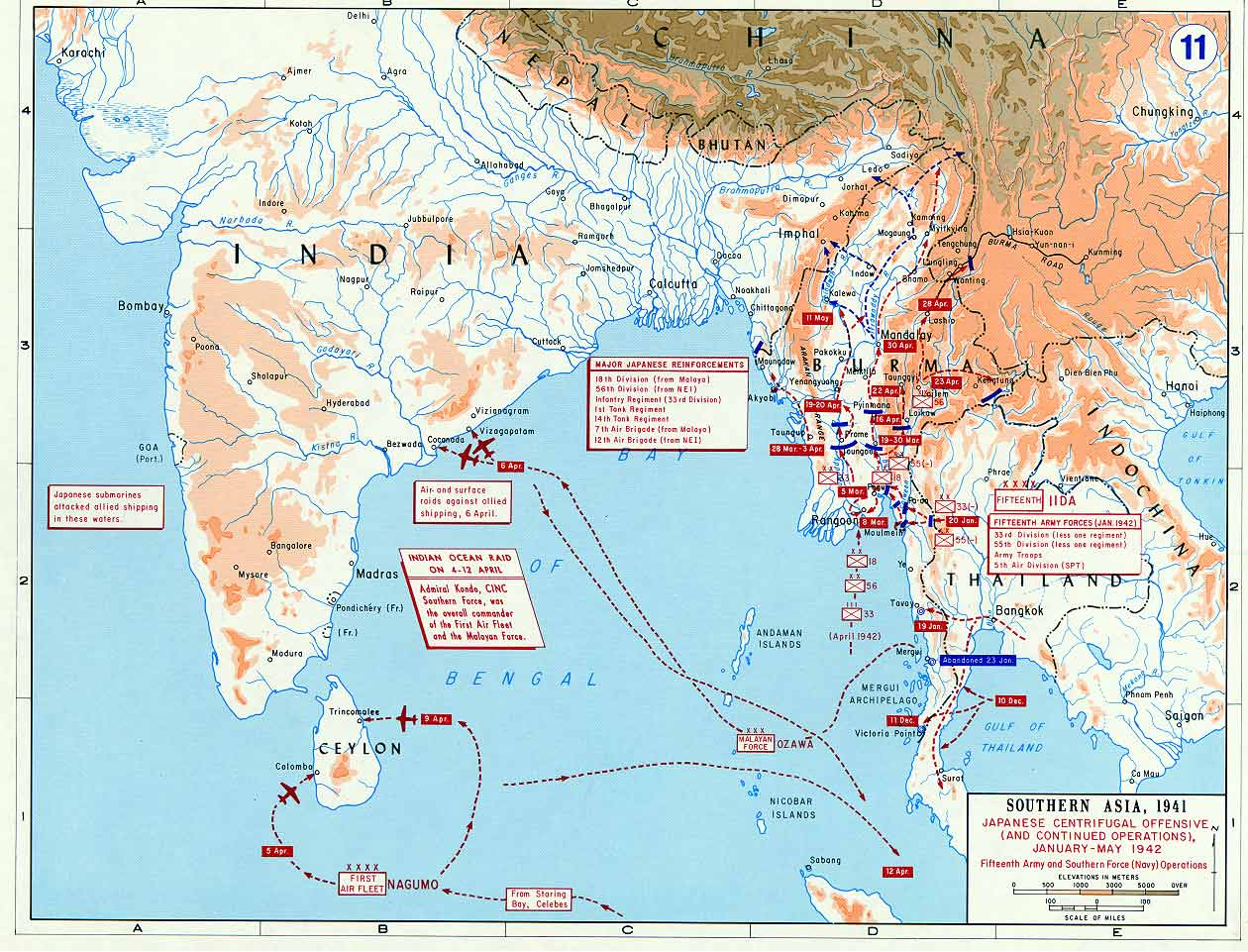
日軍對緬甸、印度洋的進攻作戰

### 陸軍
- 南方軍（總司令：寺内壽一大將、總參謀長：塚田攻中將）
  - 菲律賓戰區
    - 第14軍（司令官：本間雅晴中將、參謀長：前田正實中將） - 第16師團、第48師團、戰車聯隊2

  - 馬來亞戰區
    - 第25軍（司令官：山下奉文中將、參謀長：鈴木宗作中將） - 近衛師團、第5師團、第18師團、戰車團1（戰車聯隊4）、（第56師團

  - 東印度戰區
    - 第16軍（司令官：今村均中將、參謀長：岡崎清三郎少將） - 第2師團、混成第56歩兵團、戰車聯隊3、（第38師團、第48師團 ※剛開戰未編入）

  - 泰國、緬甸戰區
    - 第15軍（司令官：飯田祥二郎中將、參謀長：諫山春樹少將） - 第33師團、第55師團（不完整的南海支隊）

  - 關島戰區
    - 第55師團（混成第55歩兵團、支隊長：堀井富太郎少將）

  - 婆羅洲戰區
    - 川口支隊（第18師團的一部分、支隊長：川口清健少將）

  - 南方軍直属
    - 法屬印度支那戰區 - 第21師團（師長：田中久一中將）、獨立混成第21旅團
    - 第1空挺師團、第3飛行師團、第5飛行師團、第21獨立飛行隊
- 支那派遣軍
  - 第23軍的一部分 - 第38師團（負責進攻香港）、第4師團（直屬上海大本營管轄）

### 海軍
聯合艦隊攻擊珍珠港的任務由第1航空艦隊與第6艦隊所擔任、南洋方面則由第4艦隊、本土東方第5艦隊、内海由第1艦隊配置、其他大部分由南方部隊所編成。南方部隊指揮官由第2艦隊指揮官近藤信竹中將擔任。
- 南方部隊（指揮官：近藤信竹中將、參謀長：白石萬隆少將）
  - 南方部隊本隊 - 第2艦隊（以金剛號戰艦、榛名號戰艦為主力）
    - 南海、帛琉等地的作戰支援。

  - 馬來部隊 - 南遣艦隊（司令長官：小澤治三郎中將、參謀長：澤田虎夫少將）
    - 支援馬來西亞、婆罗洲、蘇門答臘地區的作戰行動。

  - 比島（蘭印）部隊 - 第3艦隊的大部分船艦（司令長官：高橋伊望中將、參謀長：中村俊久少將）
    - 負責支援攻取菲律賓。菲律賓攻下後、支援荷屬東印度作戰。

  - 航空部隊 - 第11航空艦隊（司令長官：塚原二四三中將、參謀長：大西瀧治郎少將）
    - 基地航空部隊。奪取菲律賓的制空權後、轉到荷屬東印度地區作戰。

  - 潛艇部隊 - 第5潛水戰隊（司令官：醍醐忠重少將）

## 南方軍以外的陸軍兵力
太平洋戰爭剛開戰時，南方軍以外的陸軍兵力的配置狀況如下。兵力大多數分佈在滿洲與中國大陸，參加南方作戰的兵力僅總兵力的2成左右。
- 日本本土
  - 第1飛行師團
  - 東部軍 - 近衛師團、第2師團、第51師團、第52師團
  - 中部軍 - 第3師團、第4師團、第53師團、第54師團
  - 西部軍 - 第5師團、第6師團、第55師團、第56師團
  - 北部軍 - 第7師團、第57師團
- 朝鮮軍 - 第19師團、第20師團
- 台灣軍 - 第48師團
- 關東軍 - 第10師團、第14師團、第28師團、第29師團、第2飛行師團
  - 第3軍 - 第9師團、第12師團
  - 第4軍 - 第1師團、第57師團
  - 第5軍 - 第11師團、第24師團
  - 第6軍 - 第23師團
  - 第20軍 - 第8師團、第25師團
- 支那派遣軍 - 第27師團、第一飛行團
  - 华北方面军
    - 第1軍 - 第36師團、第37師團、第41師團
    - 第12軍 - 第32師團
    - 駐蒙軍 - 第26師團、第35師團、第110師團、騎兵集團

  - 第11軍 - 第3師團、第6師團、第13師團、第34師團、第39師團、第40師團
  - 第13軍 - 第15師團、第17師團、第22師團、第116師團
  - 第23軍 - 第38師團、第51師團、第104師團

## 作戰經過

### 空襲珍珠港
1941年11月26日清晨，南雲忠一中將指揮的帝國海軍第1航空艦隊自擇捉島單冠灣啟航，朝夏威夷進發。日本時間12月8日凌晨1時30分，展開第一波攻擊，凌晨3時25分抵達福特島，不久便對珍珠港的美國太平洋艦隊發動突襲。日軍突襲成功，美軍超過10艘戰列艦及巡洋艦被擊沉或受重創，二千餘人喪生，使美軍無法在日軍進攻時抽調兵力支援在菲律賓的美軍，但美軍的航母其時不在珍珠港而避過日軍空襲，對日軍在次年年中擴張南方作戰的戰果造成障礙。

### 攻取馬來半島

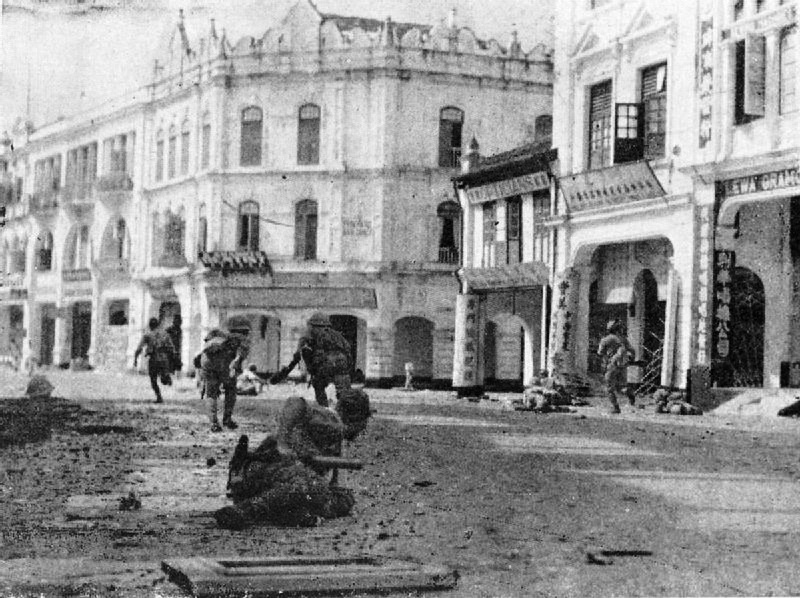
攻入吉隆坡的日軍正於街頭作戰

1941年12月8日凌晨1時30分（日本時間）入侵英屬馬來亞，山下奉文指揮的第25軍自英屬馬來亞北端的哥打巴魯登陸。英國皇家海軍的威爾斯親王號戰艦與卻敵號戰列巡洋艦從新加坡出發，原本是要截擊登陸馬來亞半島東北部的日軍，卻在馬來亞海戰被日軍從法屬印度支那派出的轟炸機隊擊沈。第25軍以馬來亞半島的西側為目標開始快速進攻，在1942年1月31日進入馬來亞半島最南端的新山，並準備進攻新加坡。
第25軍在1942年2月8日橫渡柔佛海峽登陸新加坡。日軍成功牽制英軍的反擊炮火，在11日攻入武吉知马，島上的水源也落入日軍控制，英軍在15日投降，有8萬多人被日軍俘虜。

### 攻取香港
1941年12月8日清晨，日本第23軍對英屬香港發起進攻。駐港英軍的醉酒灣防線於10日被日軍第38師團突破，英軍於13日全數撤退到香港島。經過五天的隔海炮戰後，12月18日晚上，第38師團利用炮轟造成的火警所產生的濃煙作掩護，登陸香港島的東北岸，雙方隨即在港島爆發連場激戰，英軍反攻失敗，防線的缺口不斷擴大，於22日被日軍分割成東西兩部，防守維多利亞城的西面防線漸漸瓦解，而東面防線亦往赤柱的方向持續後撤。23日，英軍在銅鑼灣及灣仔與侵入港島市區的日軍爆發巷戰。由於日軍同時侵襲馬來半島及菲律賓等地，困守港島的英軍已無法獲得外來補給及支援，港督楊慕琦在12月25日下午決定投降。

### 攻取菲律賓
1941年12月8日午後，日軍空襲美軍在菲律賓的克拉克陸軍航空隊基地。第14軍主力於12月22日自呂宋島登陸、1月2日佔領首都馬尼拉。但麥克阿瑟將軍於巴丹半島帶兵強烈抵抗。與原預定的45天佔領菲律賓計畫大為不同，結果到科雷希多岛被佔領至少花了日軍150天的時間。

### 攻取關島
1941年12月10日清晨，日軍南海支隊與海軍陸戰隊登陸美屬關島。由於美國海軍太平洋艦隊在兩日前於珍珠港受到日本海軍偷襲重創，美軍無力趕赴解救，惟有放棄已被日本勢力包圍的關島，該島的守備隊於同日投降。

### 進攻拉包爾
南海支隊於1942年1月23日登陸由澳大利亞控制的拉包爾，守軍於2月6日投降。日軍在拉包爾及楚克建立的海軍基地，對美國與澳大利亞的聯繫有重大威脅。
美軍航空母艦機動部隊於馬紹爾群島集結，日軍進攻拉包爾的計畫已被盟軍所知，派出以列星頓號航空母艦為主力的艦隊攔截、計畫以震懾型轟炸來空襲日軍基地，但在2月20日被日軍發現而遭攻擊，只好放棄其作戰計畫。

### 攻取威克島
美屬威克島是美軍在太平洋中部的重要據點。1941年12月11日，日軍進攻部隊開始對威克島進行海上砲擊、在守軍反擊下驅逐艦「疾風」與「如月」遭擊沉，登陸作戰一度中止。21日，加入自夏威夷歸來的航空母艦部隊後再次進攻威克島、美國海軍陸戰隊雖然激烈抵抗但仍在23日投降。

### 攻取荷屬東印度

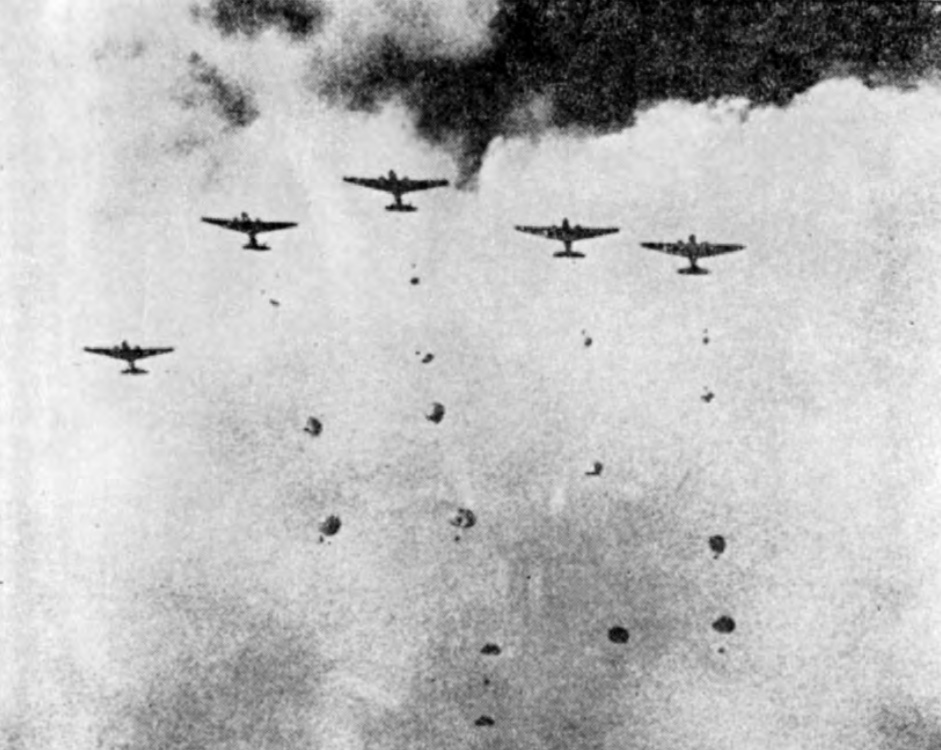
日軍傘兵空降蘇拉威西島萬鴉老

由於開戰後的戰況比大本營的預期順利，南方軍在1942年1月初開始進攻爪哇岛。1942年1月11日，第16軍第56師團登陸了婆罗洲，同日、海軍傘兵部隊佔領苏拉威西岛島万鸦老，並開始了蘭印地區（荷屬東印度）的作戰。第16軍分別於1月25日佔領巴厘巴板、1月31日佔領安汶、2月14日佔領巨港等地。盟軍的艦隊在爪哇海戰役(泗水海戰)與巽他海峽海戰被擊潰、第16軍於3月1日登陸最終目標—爪哇岛。爪哇岛島上的盟軍於3月9日投降、蘭印作戰較大本營預期時間來的短而結束。

### 進攻緬甸
第15軍在1941年12月8日分批進駐泰國，並在泰國—緬甸國境集結。1942年1月18日，第15軍的第33師團與第55師團跨越國境入侵英屬緬甸，3月8日佔領了仰光市。接著第18師團與第56師團的増援抵達並於4月上旬開始進攻緬甸北部、英軍和中國遠征軍撤退，日軍於5月下旬佔領了緬甸全境。

### 錫蘭海戰
馬來半島附近的海戰艇使得英國遠東艦隊的主力艦喪失，之後撤往錫蘭。日本航空母艦艦隊於1942年4月從孟加拉灣出發、對吉隆坡基地與亭可马里軍港展開空襲。英國遠東艦隊反擊失敗，損失航空母艦1艘、重巡洋艦2艘。

## 結果及後續發展
除了巴丹半島上美軍的抵抗較預期長外，日軍將南方油田如同計畫的得手，並俘虜了20萬名以上的敵軍、而日軍戰死者尚不滿2萬人。南方作戰以日軍的閃電戰攻勢勝利作為結束。
然而在攻下了大部分的美英國殖民地的同時，美國也正準備反攻，早在1930年代，美國就以太平洋勢力為鄰的日本作為假想敵，能在短時間內組織力量反擊。
雖然在1942年初，日軍勢如破竹的獲得了東及所羅門群島、西及斯里蘭卡，東西7000公里、南北5000公里的廣大勢力範圍，在印度洋空襲驅逐了英軍控制了印度洋，此時日本海軍潛艇已在東非及馬達加斯加海域活動，間接引發了馬達加斯加登陸戰，英軍佔領了屬維希法國的馬達加斯加，部份日軍潛艇亦有和維希法軍一起作戰 (維希法國是德國傀儡，所以和日本是間接同盟)。但在中途島海戰使得日軍航空母艦機動部隊幾近覆滅，而兵力分散於各地的日軍，其補給船又受美軍的潛艇攻擊，使得各地兵力與補給均不足，難以維持長期作戰能力，國力也持續消耗至戰敗。1945年太平洋戰争結束，但是残留日本兵（2000～3000人）参加印度尼西亚獨立戰争及越南獨立戰争。
旧日本海军1942年初曾试图入侵澳大利亚，但该计划被日本时任首相东条英机否决。

### 引用
1. 1 2  鍾堅. . 燎原出版. 2020: 97. ISBN 9789869838214 （中文）.
2. ↑  戦史叢書76 大本営陸軍部 大東亜戦争開戦経緯, p307
3. ↑  戦史叢書1 マレ－進攻作戦, p37
4. ↑  戦史叢書76　大本営陸軍部　大東亜戦争開戦経緯, p299
5. ↑  戦史叢書3 蘭印攻略作戦, p43
6. ↑  . BBC. 2015-09-02  [2019-12-30]. （原始内容存档于2020-02-06）.
7. ↑  『Dirty Little Secrets of World War II』James F. Dunnigan著